# Théâtre Paris-Villette
Théâtre Paris-Villette je divadlo v Parku La Villette v Paříži v 19. obvodu.

## Historie
Théâtre Paris-Villette bylo založeno v roce 1986 jako městské divadlo dotované městem Paříží. Sídlí v bývalém Pavillonu de la Bourse aux cuirs městských jatek v Parc de la Villette.
Jeho posláním je propagovat současnou tvorbu. V průběhu roku vedou herci nebo režiséři herecké, spisovatelské a čtenářské workshopy s jednotlivci nebo sdruženími.
V září 2010 se ředitel divadla z důvodu nedostatku investic ze strany města rozhodl nabídnout od ledna 2011 pouze polovinu sezóny. Následně byly divadlu odebrány všechny městské dotace a došlo k okamžitému uzavření divadla. Dne 6. října byl založen výbor diváků na podporu divadla.
Divadlo bylo po diskusích 15. prosince 2012 uzavřeno.
Dne 9. července 2013 město Paříž pověřilo Valérii Dassonville a Adriena de Van obnovením divadla.
Od roku 2016 Théâtre Paris-Villette také převzalo správu kulturního domu Grand Parquet, který se nachází na promenádě Jardins d'Éole v 18. obvodu.